# Martin Raschèr
Martin Raschèr (* 1920; Bürger von Zuoz; † 10. Februar 2016) war Lehrer und ein rätoromanischer Schriftsteller. Sein erstes Buch hat er mit über 91 Jahren publiziert.

## Leben
Martin Raschèr ist als uneheliches Kind auf dem Bauernhof seiner Grosseltern in Zuoz aufgewachsen.
Nach dem Lehrerseminar in Chur hat Raschèr die Unteroffiziersschule absolviert und während drei Jahren Militärdienst geleistet. Ab 1943 hat er in Trimmis unterrichtet, dann am Internat in Freienstein im Kanton Zürich. Neben seiner Arbeit als Lehrer hat er Heilpädagogik studiert. Darauf hat er während 19 Jahren in Arosa unterrichtet. Später kehrte Raschèr nach Freienstein zurück, wo er Direktor des Internats wurde und bis zu seiner Pensionierung blieb. Seither lebte er in Grub im Kanton Aargau.

## Werk
Kurz nach seiner Pensionierung belegte Raschèr einen Schreibkurs und begann,  Erinnerungen für seine Ehefrau und seine zwei Kinder auf Deutsch aufzuzeichnen, da seine Familie des Rätoromanischen nicht mächtig war. Er hat 35 Geschichten in einem kleinen Heft mit dem Titel Seifenwasser zusammengetragen, von welchem er acht Exemplare verschenkte. Ein ehemaliger Schüler, der ein Exemplar geschenkt erhielt und unterdessen Rätoromanisch gelernt hatte, hatte Raschèr dazu ermuntert, seine Erinnerungen auf Rätoromanisch zu verfassen. Später begann er seine Geschichten ins Rätoromanische  Putér (welches im Oberengadin gesprochen wird) zu übersetzen. "Je länger ich mich mit der Übersetzung beschäftigte, desto leichter gelang sie mir. Meine Muttersprache hatte ich nicht vergessen! Sie schlief bloss und musste geweckt werden" wird er in der La Quotidiana zitiert. Das Buch erschien am 18. Juni 2012 auf Putér und Deutsch unter dem Titel Ova da savun/Seifenwasser.

## Schriften
- Ova da savun / Seifenwasser. Chasa Editura Rumantscha, Chur 2012.